# Бережінфо
Бережінфо — газета. Виходить у м. Бережани від 2006 українською мовою раз на тиждень. 
Засновник і видавець – ПП В. Ціпліцький. Головний редактор В. Ціпліцький. Наклад — 3000 прим.